# Like Vines
Like Vines è il secondo album in studio del gruppo musicale pop-rock statunitense The Hush Sound, pubblicato nel 2006.

## Tracce
1. We Intertwined – 3:16
2. A Dark Congregation – 3:12
3. Sweet Tangerine – 3:03
4. Lions Roar – 2:52
5. Lighthouse – 2:59
6. Don't Wake Me Up – 3:41
7. Where We Went Wrong – 3:31
8. Magnolia – 3:49
9. Wine Red – 2:34
10. Out Through the Curtain – 3:27
11. You Are the Moon – 3:27

## Formazione
- Bob Morris - voce, chitarra
- Chris Faller - basso, cori
- Darren Wilson - batteria, cori
- Greta Salpeter - piano, voce